# Governatorato di Riga
Il governatorato di Riga (in russo Рижская губерния?, in lettone: Rīgas guberņa) fu un governorato dell'Impero russo. Chiamato come la città di Riga, fu creato il 28 luglio 1713 nei territori conquistati all'Impero svedese nella grande guerra del Nord. L'ex dominion della Livonia svedese fu formalmente ceduta alla Russia con il trattato di Nystad nel 1721. Durante la successiva riorganizzazione amministrativa, il governatorato fu denominato nel 1796 governatorato della Livonia.